# Dacus stentor
Dacus stentor är en tvåvingeart som beskrevs av Munro 1929. Dacus stentor ingår i släktet Dacus och familjen borrflugor. Inga underarter finns listade i Catalogue of Life.